# Moravičanské jezero
Moravičanské jezero je jezero vzniklé těžbou štěrkopísku v okrese Šumperk v Olomouckém kraji v České republice. Nachází se východně od Mohelnice a severně od Moravičan. Má rozlohu 108 ha. Dosahuje hloubky až 15 m. Při větru se na jezeře tvoří velké vlny.

## Pobřeží
Na neupravených březích rostou vrby. Jezero se nachází na pravém břehu řeky Moravy pod jejím soutokem s Mírovkou a naproti jejímu soutoku s Rohelnicí.

## Využití
Využívá se k zásobování pitnou vodou. Je využíváno také sportovními rybáři.

### Ochrana přírody
Nachází se ve stejnojmenné přírodní rezervaci na severozápadním okraji CHKO Litovelské Pomoraví. V jeho okolí se vyskytuje několik ohrožených druhů rostlin (např. šáchor) a živočichů.